# Biologija u 1938.
◄◄ | ◄ | 1935. | 1936. | 1937. | 1938.  | 1939. | 1940. | 1941. | ► | ►►
Arhitektura • Astronomija • Biologija • Film • Fotografija • Glazba • Kazalište • Kemija • Kiparstvo • Knjige • Književnost • Kršćanstvo • Meteorologija • Medicina • Planinarstvo • Politika • Pravo • Promet • Slikarstvo • Strip • Šport • Televizija • Znanost • Zrakoplovstvo • Željeznički promet
Biologija u 1938.

## Svijet

### Rođenja
- 23. svibnja − Thomas Bernard Croat, američki botaničar i kurator

## Vanjske poveznice
|  | Zajednički poslužitelj ima još gradiva o temi Biologija |